# 短毛双药芒
短毛双药芒（学名：Diandranthus brevipilus）为禾本科双药芒属下的一个种。

## 扩展阅读
- 維基物種上的相關：短毛双药芒